# Heleen Boers
Heleen Boers est une rameuse néerlandaise, né le 19 décembre 1989.

## Palmarès

### Championnats d'Europe
- 2015, à Poznań ( Pologne)
  -  Médaille d'argent en Huit
- 2014, à Belgrade ( Serbie)
  -  Médaille de bronze en Deux de pointe